# Czech Tour
Die Czech Tour (bis 2019: Czech Cycling Tour, 2021-2020 Sazka Tour) ist ein Radrennen in Tschechien, das um die Region der tschechischen Stadt Olmütz führt. Erstmals wurde das Etappenrennen 2010 ausgetragen. Zunächst gehörte es der UCI-Kategorie 2.2 an. 2015 wurde es in die Kategorie 2.1 heraufgestuft.
Der Rekordsieger ist Leopold König, der das Rennen in Tschechien bisher zwei Mal gewann und jetzt Rennleiter der Sazka Tour ist. Im Jahr 2014 konnte mit Martin Mortensen aus Dänemark erstmals ein ausländischer Fahrer die Rundfahrt für sich entscheiden.

## Palmarès
| Jahr | Sieger            | Zweiter                    | Dritter             |
| ---- | ----------------- | -------------------------- | ------------------- |
| 2010 | Leopold König     | Tomáš Bucháček             | Milan Kadlec        |
| 2011 | Stanislav Kozubek | Dariusz Baranowski         | Jiří Hudeček        |
| 2012 | František Paďour  | Pawel Kotschetkow          | Sven Van Luijk      |
| 2013 | Leopold König     | Kristian Haugaard          | Sven Van Luijk      |
| 2014 | Martin Mortensen  | Nicolas Baldo              | Maroš Kováč         |
| 2015 | Petr Vakoč        | Jan Bárta                  | Zdeněk Štybar       |
| 2016 | Diego Ulissi      | Sebastian Langeveld        | Davide Rebellin     |
| 2017 | Josef Černý       | Jan Bárta                  | Jan Tratnik         |
| 2018 | Riccardo Zoidl    | Andreas Schillinger        | Aleksejs Saramotins |
| 2019 | Daryl Impey       | Lucas Hamilton             | Michael Kukrle      |
| 2020 | Damien Howson     | Jack Bauer                 | Markus Hoelgaard    |
| 2021 | Filippo Zana      | Tobias Halland Johannessen | Rein Taaramäe       |
| 2022 | Lorenzo Rota      | Anthon Charmig             | Kevin Colleoni      |
| 2023 | Florian Lipowitz  | Ben Zwiehoff               | Jakub Otruba        |
| 2024 | Marc Hirschi      | Diego Ulissi               | Sergio Higuita      |